# Символи регіонів Чехії

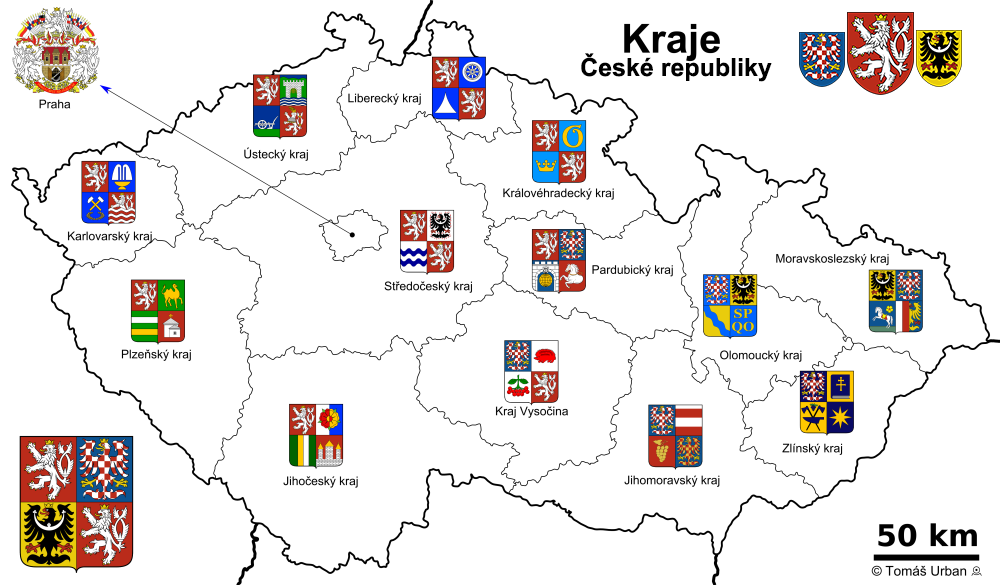
Адміністративний поділ Чехії

Адміністративно-територіально Чехія поділяється на 14 областей, зокрема Прага як столичне місто.

## Герби

Прага (столиця)
Середньочеський край
Південночеський край
Пльзенський край
Карловарський край
Устецький край
Ліберецький край
Краловоградецький край
Пардубицький край
Оломоуцький край
Мораво-Сілезький край
Південноморавський край
Злінський край
Край Височіна

## Прапори

Прага
Край Височіна
Злінський край
Карловарський край
Краловоградецький край
Ліберецький край
Мораво-Сілезький край
Оломоуцький край
Пардубицький край
Південноморавський край
Південночеський край
Пльзенський край
Устецький край
Середньочеський край